# 山本勘藏
山本勘藏（弘治2年（1556）？－天正3年（1575））戰國時代武將。甲斐武田氏家臣。山本勘助長子（一說兩人其實是兄弟關係）。諱字信供。
勘藏與父親共同出仕武田信玄、武田勝賴兩代。在長篠之戰與高坂昌澄擔任長篠城監視隊，後奉勝賴之命到設樂原集結。但是不巧遇上武田軍潰敗，勘藏單騎欲突入德川家康本陣，被渡邊守綱領軍發現討死，年僅20。